# La Dernière Rafale
Pour plus de détails, voir Fiche technique et Distribution.
La Dernière Rafale (titre original : The Street with No Name) est un film noir américain réalisé par William Keighley, sorti en 1948.
Ce film, une suite de La Maison de la 92e rue sorti en 1945.
Le film, tourné dans un style semi-documentaire, se situe dans la ville de fiction "Central City".

## Synopsis
L'histoire d'un agent du FBI, Gene Cordell (Mark Stevens), qui s'infiltre au sein d'un gang criminel.

## Fiche technique
- Titre original : The Street with No Name
- Titre français : La Dernière Rafale
- Réalisation : William Keighley
- Scénario :
  - Harry Kleiner (original screen play)
  - Samuel G. Engel (contract writer "non crédité")
- Photographie : Joseph MacDonald
- Montage : William Reynolds
- Musique : Lionel Newman
- Direction artistique : Chester Gore, Lyle R. Wheeler
- Costumes : Kay Nelson
- Maquillage : Ben Nye (en). Thomas Tuttle (non crédité)
- Producteur : Samuel G. Engel
- Société(s) de production : Twentieth Century-Fox Film Corporation
- Société(s) de distribution :
  -  États-Unis Twentieth Century-Fox Film Corporation
  -  France 20th Century Fox
- Pays d’origine :  États-Unis
- Langue originale : anglais
- Format : noir et blanc – 35 mm – 1,37:1 – mono (Western Electric Recording)
- Genre : Film dramatique, Film policier, Film noir, Thriller
- Durée : 91 minutes
- Dates de sortie :
  -  États-Unis : 14 juillet 1948
  -  France : 15 juillet 1949

## Distribution
- Mark Stevens : Gene Cordell/George Manly
- Richard Widmark : Alec Stiles
- Lloyd Nolan : l'nspecteur George A. Briggs
- Barbara Lawrence : Judy Stiles
- Ed Begley : le chef de la police Bernard Harmatz
- Donald Buka : Shivvy
- Joseph Pevney : Matty
- John McIntire : Cy Gordon
- Howard Smith : le commissaire Ralph Demory

Cascades
Jack N. Young

## Autour du film
Le générique d'ouverture se termine par cette préface :

« Le récit que vous allez voir est inspiré de dossiers du FBI. Autant que possible, le film fut tourné sur les lieux réels et interprété par le personnel du FBI. »

Suit un message de J. Edgar Hoover :

« La rue dans laquelle le crime règne est la rue qui s'étend à travers l'Amérique. C'est la rue sans nom. Le crime organisé est à nouveau de retour. Si l'impunité le laisse agir, trois quarts des américains en deviendront victimes. Là où l'ordre et la loi sont piétinés, vous trouverez l'indifférence. Une Amérique vigilante et en éveil sera une Amérique plus sûre. »

## Remake
Le scénario d'Harry Kleiner fut retravaillé sept ans plus tard pour La Maison de bambou de Samuel Fuller.

## Récompenses et distinctions
Nominations
- Writers Guild of America : WGA Award (Screen) ; The Robert Meltzer Award, pour le scénario traitant le mieux de la pègre, Harry Kleiner; 1949.